# Athéna Parthenos
Athéna Parthenos (řecky: Παρθένος Ἀθηνᾶ), v překladu Panenská Athéna, byla socha bohyně Athény z dílny starořeckého sochaře Feidia. Šlo o chryselefantinovou plastiku, tedy sochu kombinující slonovinu a zlato. Jádro sochy bylo patrně z cypřišového dřeva, které bylo slonovinou a zlatem obloženo. Některé ozdoby byly ze skla, mědi, stříbra a drahých kamenů. Socha vznikla asi v polovině 5. století před naším letopočtem, byla asi 13 metrů vysoká (dle Plinia staršího 11,5 metru) a byla vytvořena pro cellu v Parthenonu. Existují důkazy, že celý chrám byl stavěn přesně na míru soše. Athénská obec za sochu zaplatila 5000 talentů, což byla na svou dobu astronomická suma, která dokonce přesahovala cenu stavby celého Parthenonu. Stylově šlo sochu řadit k přísnému stylu (Αυστηρός ρυθμός), k němuž poukazovalo zvláště oblečení, nicméně již se prosazovaly i inovativní prvky nastupující nové klasiky (zejména postoj). Athéna měla na hlavě helmu a v ruce držela velký kulatý štít a kopí, které pokládala na zem po své levici, vedle posvátného hada. V pravé ruce držela menší sošku Niké. Na Athénině přilbě s trojitým hřebenem byla vyobrazena sfinga a dva gryfové. Socha se ztratila neznámo kam někdy v prvním tisíciletí. Je pravděpodobné, že byla převezena do Konstantinopole a zde za neznámých okolností zničena, patrně osmanskými Turky po dobytí města v roce 1453. Dochovalo se ale několik replik a děl inspirovaných originálem. K nejvýznamnějším patří starořímská metrová mramorová soška Athena Varvakeion z 2. století, kterou vystavuje Národní archeologické muzeum v Athénách. Zachovaly se také velmi přesné popisy Plútarcha a Pausania.